# Гейрангер-фіорд

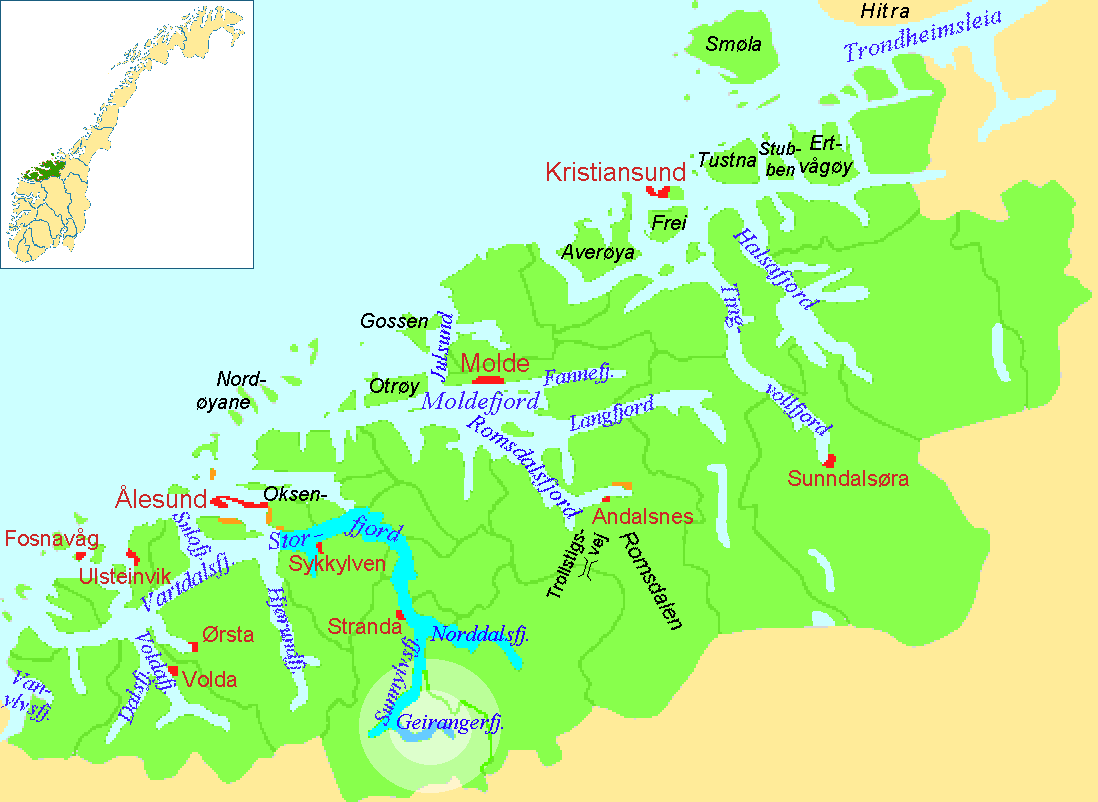
Розташування Гейрангерфіорда

Гейрангерфіорд (норв. Geirangerfjorden) — фіорд у регіоні Суннмере, розташований у найпівденнішій частині фюльке Мере-ог-Ромсдал у Норвегії, приблизно за 200 км на північний схід від Бергена і за 280 км на північний захід від Осло. Фіорд простягається на 15 км і є відгалуженням Сторфіорда. У липні 2005 року був занесений до списку Всесвітньої спадщини ЮНЕСКО.
Біля Гейрангер-фіорда розташоване селище — Гейрангер, що дало йому назву. У селищі розташовується Музей фіордів, що розповідає про природничу історії цього району Норвегії.
Визначними пам'ятками природи фіорда є водоспади, найвідоміші з яких — Сім сестер, Фата нареченої та Наречений. Береги обриваються прямовисними скелями висотою до 1400 метрів та вкриті льодовиками. Уздовж Гейрангер-фіорда зустрічаються також закинуті ферми, деякі з яких розташовані на невеликих майданчиках гірських уступів, тому дістатися до них можна лише на спеціальних приставних або мотузяних драбинах.
На найбільшому туристичному сайті, присвяченому Норвегії, visitnorway.com можна побачити кругові панорами Гейрангер-фіорду з семи різних точок, розташованих на висоті пташиного польоту.
Із селища Гейрангер щодня курсує паром до селища Геллесут, що перетинає всю довжину Гейрангефіорда і дає можливість побачити всі береги фйорда.

## Галерея

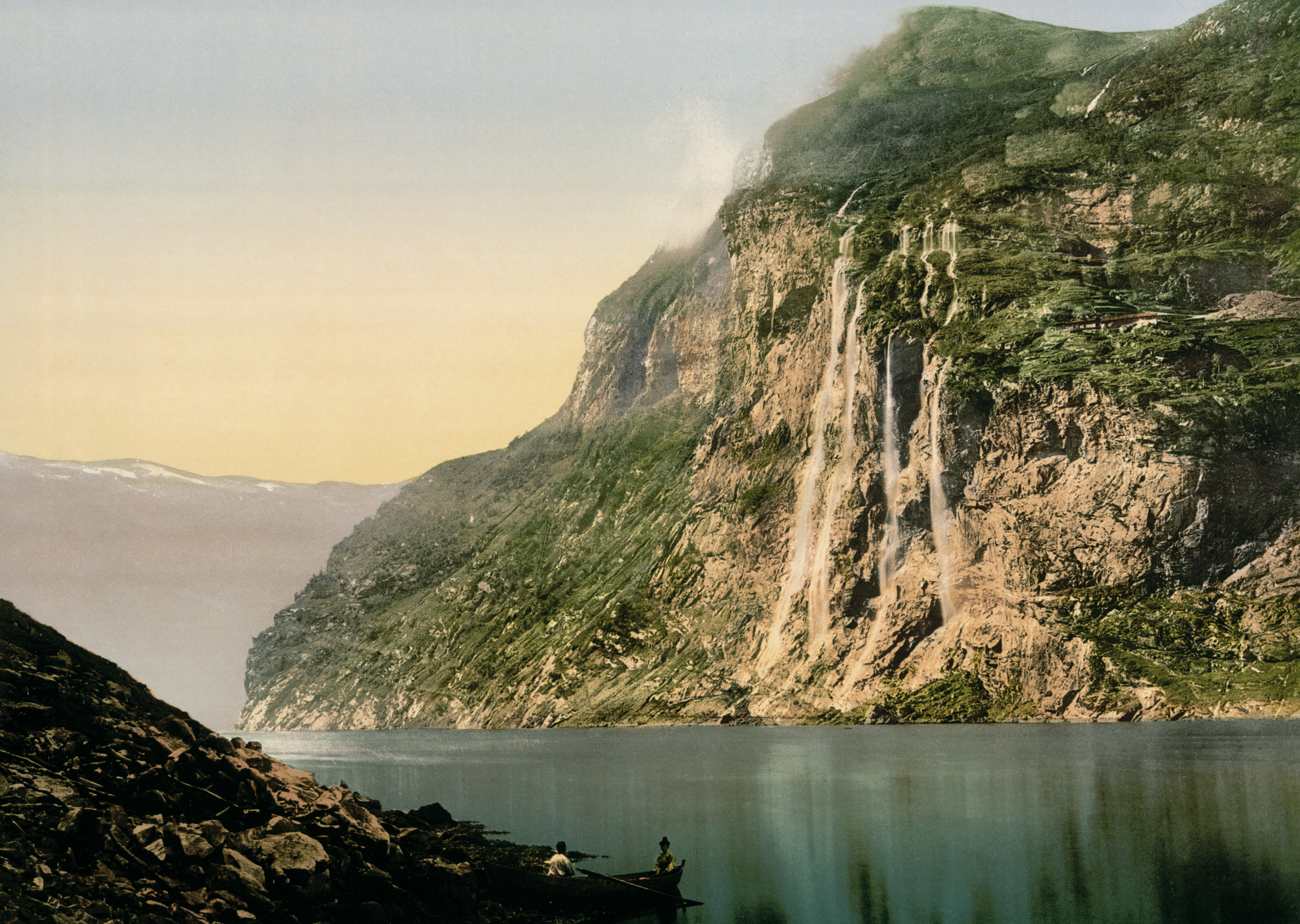
Фіорд між 1890-1905 роками
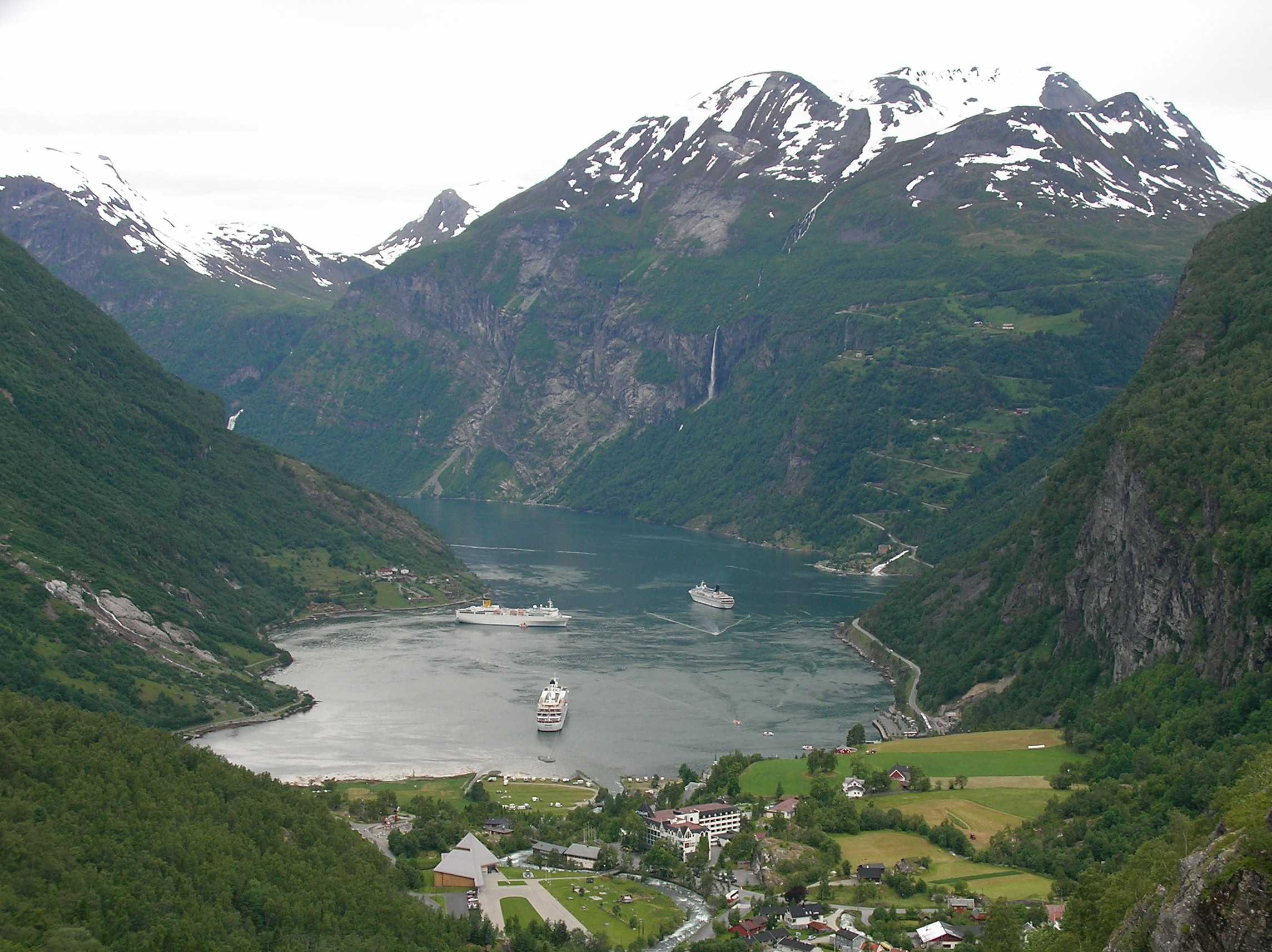
Східна частина фіорду
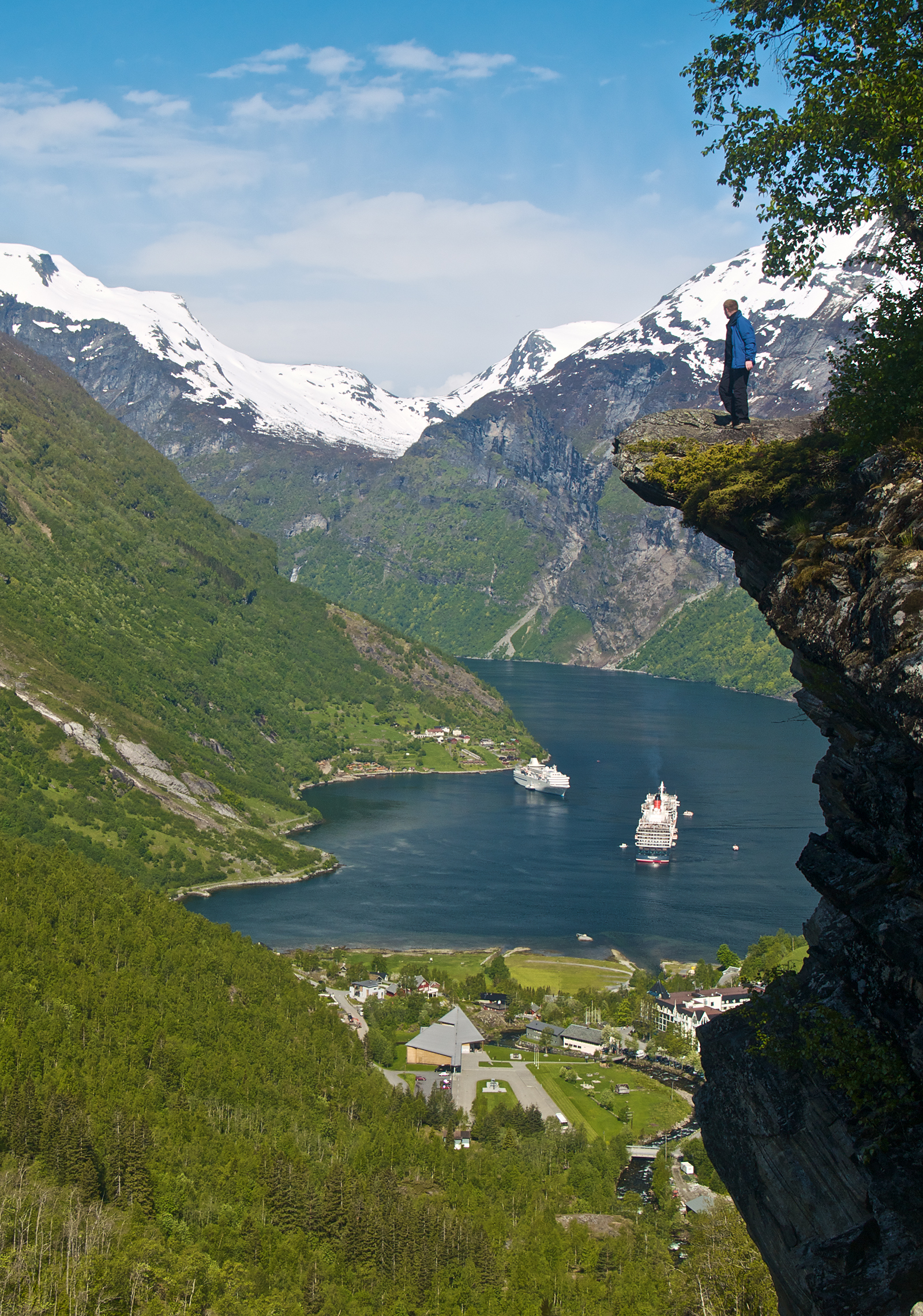
Краєвид на селище Гейрангер
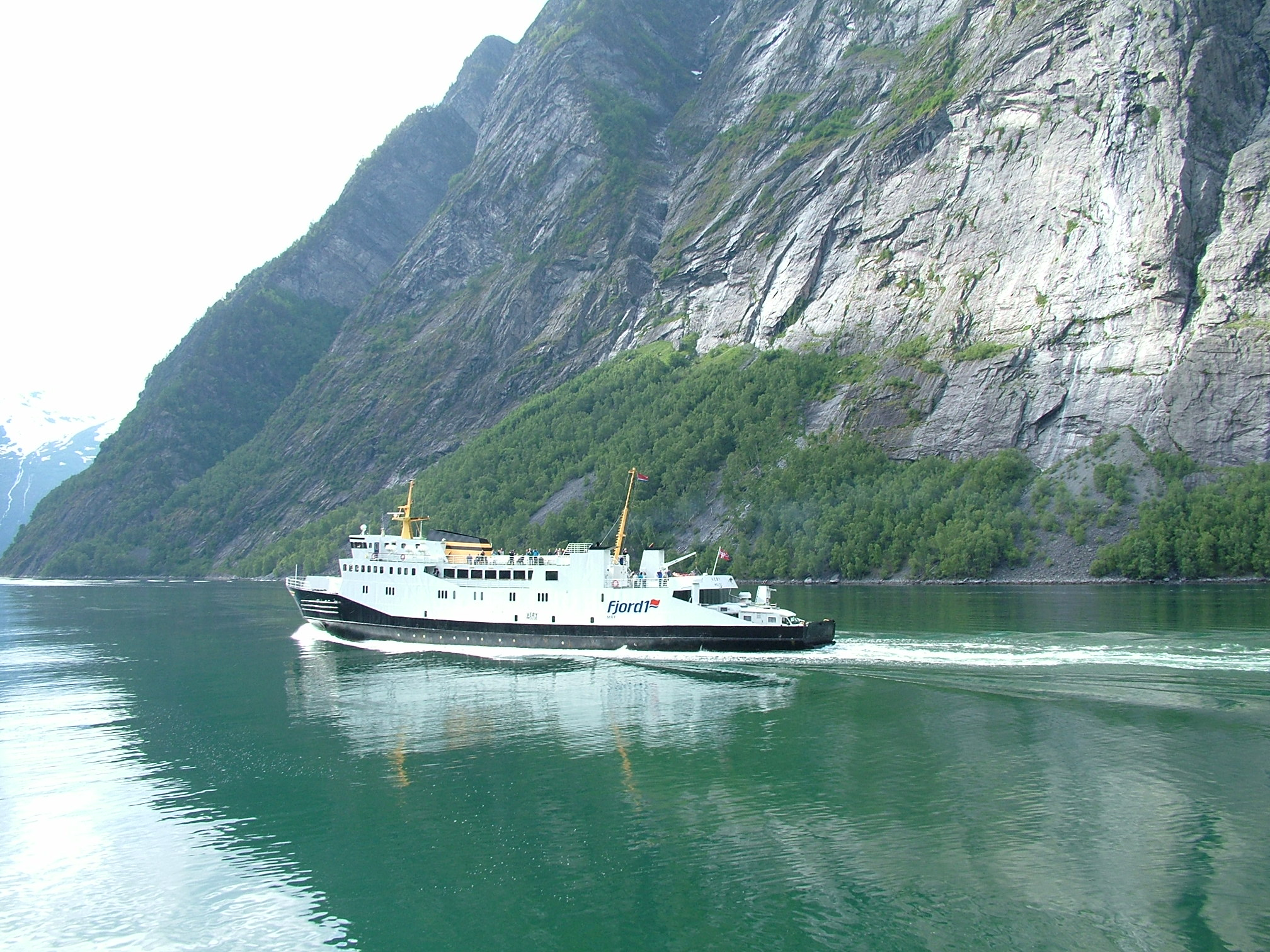
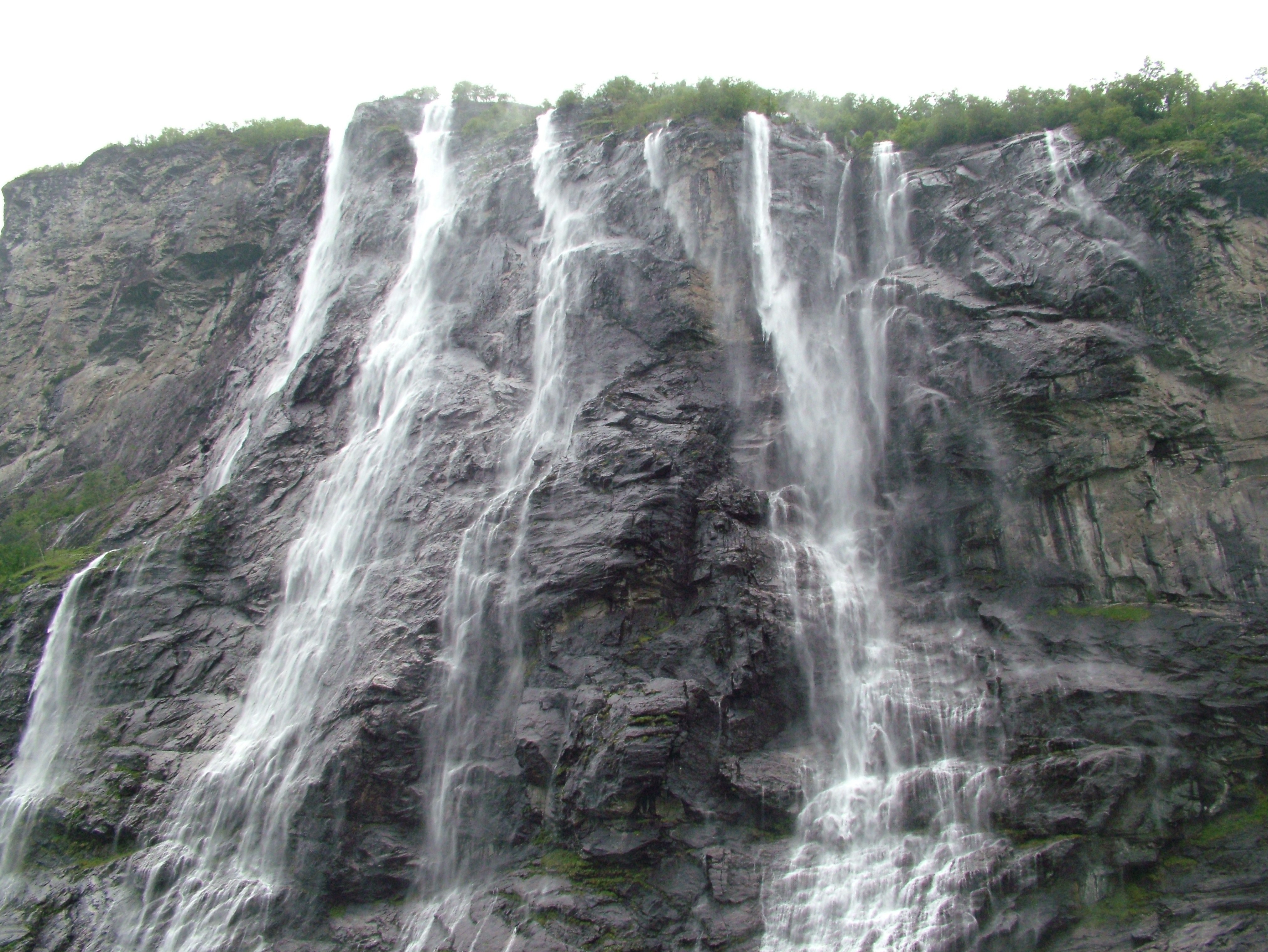
Водоспад Сімох сестер
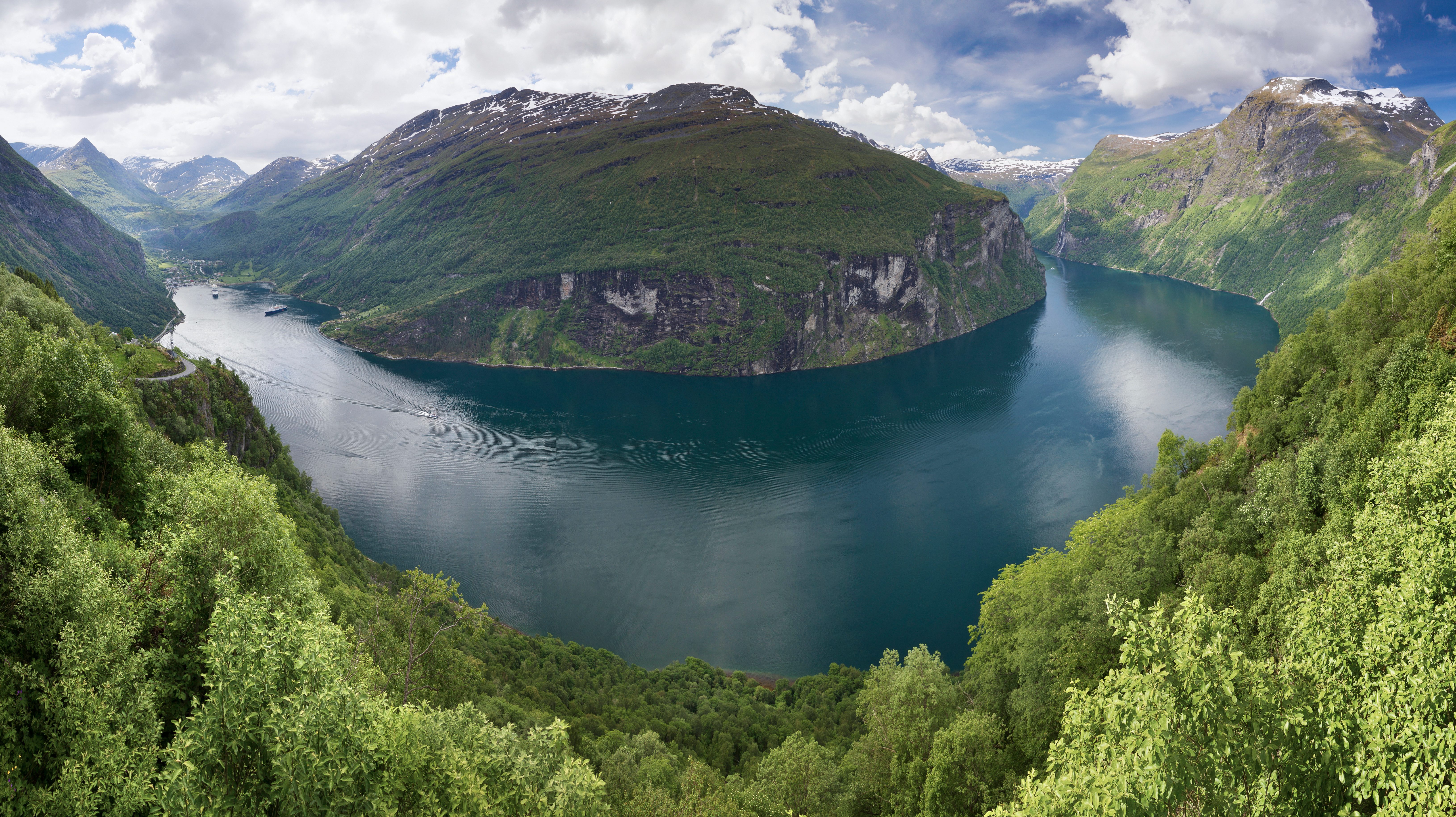
Краєвид на Гейрангерфіорд, Норвегія, 2013 рік